# Palazzo Lauro di Bisignano
Il palazzo Lauro è un palazzo monumentale di Napoli ubicato in salita Tarsia, nelle vicinanze di palazzo Spinelli di Tarsia.
L'edificio, di origini tardocinquecentesche, appartenne alla famiglia Lauro, feudatari di Bisignano. Il palazzo venne anche inciso nella pianta a volo d'uccello del Baratta e successivamente in quella del duca di Noja. Nel corso del tempo il complesso ha comunque subito numerosi interventi di restauro e di rifaciemento, il più incisivo dei quali fu quello settecentesco, che ha conferito alla struttura lo stile tardobarocco.
La parte più interessante della lineare facciata è il portale settecentesco in piperno, con inserti marmorei. Il portale è caratterizzato da un arco misto modanato con chiave di volta. La struttura è inquadrata da due paraste terminanti in capitelli a voluta; il tutto è coronato da una trabeazione in marmo, al centro della quale sono presenti due volute che sostengono il sovrastante balcone. Internamente c'è il cortile sul quale affaccia la scala aperta.